# Corrandes d'exili
Corrandes d'exili és un dels poemes més coneguts de Pere Quart, que comença amb els versos "Una nit de lluna plena / tramuntàrem la carena / lentament, sense dir re… / si la lluna feia el ple / també el feu la nostra pena". El poema inicia el quart capítol del poemari Saló de tardor, publicat per l'autor el 1947 a Santiago de Xile, on aleshores estava exiliat. El poema versa sobre els republicans que hagueren d'exiliar-se el 1939 després de la seva derrota durant la guerra civil espanyola i es considera un poema molt relacionat amb l'autor, ja que ell mateix va haver de fugir exiliat, en haver mostrat suport explícit al bàndol republicà. Corrandes d'exili està estructurat en vuit estrofes de versos heptasíl·labs (art menor), alternats en quintets i quartets. La rima és regular. Tot i que no és gaire coneguda, Pere Quart va escriure una primera versió d'aquest poema just després de tramuntar la carena pirinenca, en direcció a l'exili francès. La va escriure a París el 2 de desembre de 1939 amb el mateix títol i va aparèixer publicada a la revista Germanor del gener de 1940, publicació del Centre Català de Santiago de Xile. Aquesta primera versió es diferencia significativament de la publicada el 1947, especialment l'estrofa final.
Un dels motius que ha fet que aquest poema esdevingui popular és que artistes com Ovidi Montllor (dins del disc A Alcoi, 1974), Lluís Llach (dins del disc T'estimo, 1984), Sílvia Pérez Cruz (adaptant la versió de Lluís Llach al disc Immigrasons) o el grup Pomada (dins de el disc 1 de pomada, 2000) han musicat aquest poema.